# Natasha Dupeyrón
Natasha Elizabeth Daniela Dupeyrón Estrada (Città del Messico, 3 giugno 1991) è un'attrice e cantante messicana.

## Biografia
È figlia di María de los Ángeles Estrada Luévano e dell'attore Humberto Dupeyrón, ed è nipote dell'attrice Elizabeth Dupeyrón.

### Carriera
Il suo primo ruolo televisivo è all'età di 3 anni nella telenovela María la del Barrio, ha avuto il primo ruolo di rilievo nel 2003 nella telenovela De pocas, pocas pulgas, dove interpreta una dei protagonisti, Alejandra Lastra. Successivamente ha lavorato alcuni anni in teatro, in particolare nell'opera musicale Grease, che lasciò nel 2006 per interpretare Marion Von Ferdinand nella telenovela Lola, érase una vez.
Dopo altre apparizioni in varie telenovele, tra le quali Juro que te amo e Verano de amor, nel 2012 interpreta Natalia D'Acosta nella telenovela Miss XV - MAPS, dalla telenovela si è formato il gruppo musicale Eme 15, con Dupeyrón, Paulina Goto, Macarena Achaga, Yago Muñoz, Jack Duarte ed Eleazar Gómez, sciolto il 5 gennaio 2014.
Nel 2016 doppia per la versione sudamericana, Katie nel film d'animazione Pets - Vita da animali, che doppia anche nel sequel Pets 2 - Vita da animali del 2019.

### Vita privata
L'11 dicembre 2019 si sposa con Yago Muñoz.

## Filmografia

### Cinema
- Recompensa, regia di Leopoldo Laborde (2000)
- Efectos secundarios, regia di Issa López (2006)
- Ella y el candidato, regia di Roberto Girault (2011)
- Escenia – cortometraggio (2014)
- Ladronas de almas, regia di Juan Antonio de la Riva (2015)
- La vida inmoral de la pareja ideal, regia di Manolo Caro (2016)
- Treintona, soltera y fantástica, regia di Chava Cartas (2016)
- Chava Cartas, regia di Chava Cartas (2016)
- El que busca, encuentra, regia di Pedro Pablo Ibarra (2017)
- Plan V, regia di Fez Noriega (2018)
- La boda de mi mejor amigo, regia di Celso García (2019)
- Un papá pirata, regia di Humberto Hinojosa Ozcáriz e Humberto Hinojosa (2019)

### Televisione
- Dr. Cándido Pérez – serie TV (1991-1994)
- María la del Barrio – serie TV (1995-1996)
- Esmeralda – serial TV (1997)
- Gotita de amor – serial TV (1998)
- Ángela – serial TV (1998-1999)
- Siempre te amaré – serial TV (2000)
- Carita de ángel – serial TV (2000-2001)
- Amigas y rivales – serial TV (2001)
- La otra – serial TV (2002)
- De pocas, pocas pulgas – serial TV (2003)
- Rebelde – telenovela (2004-2006)
- Peregrina – serial TV (2005-2006)
- Contra viento y marea – serial TV (2005)
- Lola, érase una vez – serial TV (2007-2008)
- La rosa de Guadalupe – serie TV (2008)
- Juro que te amo – serial TV (2008)
- Verano de amor – serial TV (2009)
- Momentos – film TV (2011)
- Miss XV - MAPS (MISS XV) – serial TV (2012)
- Qué pobres tan ricos – serial TV (2013-2014)
- La CQ - Una scuola fuori dalla media (La CQ) – serie TV (2014)
- Hoy – programma TV, conduttrice (2014)
- Los40 Music Awards 2017 – programma TV, conduttrice (2017)
- Aquí en las tierras – serie TV (2018-2020)
- La casa de las flores – serial TV (2018-2020)

### Doppiaggio
- Katie in Pets - Vita da animali e Pets 2 - Vita da animali

## Discografia

### Con gli Eme 15

#### Album in studio
- 2012 – Eme 15

#### Raccolte
- 2012 – Eme 15 (edición navideña)

#### Album dal vivo
- 2013 – Wonderland-Zona Preferente

#### Singoli
- 2012 – Wonderland
- 2012 – Solamente tú
- 2013 – Diferente

#### Singoli promozionali
- 2012 – A mis quince
- 2012 – Súper loca

## Videografia
- 2011 – Matteo's - El tiempo no lo cambiará
- 2012 – Eme 15 - Wonderland
- 2012 – Eme 15 - Solamente tú (2012)
- 2013 – Eme 15 - Diferente
- 2013 – Eme 15 - Te quiero más
- 2013 – Eme 15 - Vivan los niños
- 2013 – Eme 15, Muévete con Chester Cheetos - Baila
- 2015 – Juan Solo -  Contigo puedo ser quien soy
- 2016 – Yago Muñoz - Tú
- 2020 – Autocinema - INCENDIO

## Teatro
- Un mundo de colores (2004)
- Grease (2006)
- Cenerentola (2011)
- Bien viaje (2015)
- Infidelidades (2015)
- La llamada (2015)
- M.I.N.D. (2017)
- Closer (2017)

## Tournée
- 2012 – Miss XV Tour
- 2012/14 – Wonderland Tour

## Premi e riconoscimenti
- 2012 - Kids' Choice Awards México
  - Vinto - Attrice preferita di reparto per Miss XV - MAPS[13]
- 2013 - Meus Prêmios Nick
  - Candidatura - Gatta dell'anno[14]
- 2014 - Kids' Choice Awards México
  - Vinto - Miglior attrice per Qué pobres tan ricos[15]
- 2015 - Premios TVyNovelas
  - Candidatura - Miglior attrice giovanile per Qué pobres tan ricos[16]
- 2017 - Premio Ariel
  - Candidatura - Rivelazione femminile per Treintona soltera y fantástica[17]

## Doppiatrici italiane
Nelle versioni in italiano delle opere in cui ha recitato, Natasha Dupeyrón è stata doppiata da:
- Veronica Puccio in Miss XV - MAPS[18]